# Lista de vulcões da Colômbia
Esta é uma lista de vulcões ativos e extintos da Colômbia.
| Nome                     | Elevação | Elevação | Coordenadas                 | Última erupção   |
| Nome                     | meters   | feet     | Coordenadas                 | Última erupção   |
| ------------------------ | -------- | -------- | --------------------------- | ---------------- |
| Azufral                  | 4070     | 13,353   | 1° 05′ N, 77° 41′ O         | -930 ?           |
| Cerro Bravo              | 4000     | 13,123   | 5° 05′ 31″ N, 75° 18′ 00″ O | 1720 ± 150 anos  |
| Cerro Machín             | 2650     | 8694     | 4° 29′ N, 75° 24′ O         | 1180             |
| Cerro Negro de Mayasquer | 4445     | 14,583   | 0° 59′ N, 77° 53′ O         | 1936             |
| Chiles                   | 4756     | 15,616   | 0° 47′ 52″ N, 77° 57′ 03″ O | 1936             |
| Cumbal                   | 4764     | 15,630   | 0° 49′ N, 77° 58′ O         | 1926             |
| Doña Juana               | 4150     | 13,615   | 1° 28′ N, 76° 55′ O         | 1906             |
| Galeras                  | 4276     | 14,029   | 1° 13′ 00″ N, 77° 22′ 00″ O | 2013             |
| Nevado del Huila         | 5365     | 17,601   | 2° 55′ N, 76° 03′ O         | 2012             |
| Nevado del Tolima        | 5200     | 17,060   | 4° 40′ N, 75° 20′ O         | 1943             |
| Nevado del Ruiz          | 5321     | 17,457   | 4° 53′ N, 75° 22′ O         | 2012             |
| Petacas                  | 4054     | 13,300   | 1° 34′ N, 76° 47′ O         | -5950 ± 500 anos |
| Puracé                   | 4650     | 15,256   | 2° 19′ N, 76° 24′ O         | 1977             |
| Romeral                  | 3858     | 12,657   | 5° 12′ 22″ N, 75° 21′ 50″ O | -5950 ± 500 anos |
| Santa Isabel             | 4950     | 16,240   | 4° 49′ N, 75° 22′ O         | -2800 ± 100 anos |
| Sotará                   | 4400     | 14,435   | 2° 07′ N, 76° 35′ O         | Desconhecido     |